# K.O. Comics
K.O. Comics fue una revista de historietas española publicada por Ediciones Metropol en 1984. De corta vida, sólo duró 4 números, aunque publicó en su seno historias de Bogey, Hombre y Frank Cappa.

## Estructura y contenido
La revista seguía la siguiente estructura:
- Editorial
- Sumario
- Historietas: 
  - Frank Cappa: "Somoza y Gomorra", de Manfred Sommer
  - Bogey: "Nunca Jamás", de Antonio Segura y Leopoldo Sánchez
  - Hombre; "El mejor mundo posible", de Antonio Segura y José Ortiz
  - Afán de vida, Will Eisner
  - Jesse Bravo: "Bravo por la aventura", de Alex Toth
  - Gómez, de Carlos Trillo y Guillermo Saccomano
  - Historias cortas de Alexis (Dominique Vallet)
- Relatos cortos:
  - "Los adúlteros", de Francisco Umbral ilustrado por Nydia Lozano
  - "A mi no me toca un tío asqueroso", de Manuel Vázquez Montalbán ilustrado por Jordi Saladrigas
  - "Todo lo que hay que tener", de Andreu Martín ilustrado por Nydia Lozano
  - "Pura imaginación", de Andreu Martín ilustrado por Nydia Lozano
  - "El hombre del traje gris", de Mariano Hispano ilustrado por Jordi Saladrigas
  - "¡Qué grande eres, Manuel", de Mariano Hispano ilustrado por Jordi Saladrigas
- Artículos varios de Joan Benavent, Salvador Corbero, y Elías García
- Vinos y espíritus: debate sobre la historieta en varias entregas
- Muy señor mío (cartas de los lectores)